# Oppegård (przystanek kolejowy)
Oppegård – kolejowy przystanek osobowy w Oppegård, w regionie Akershus w Norwegii, jest oddalony od Oslo Sentralstasjon o 18,26 km. Leży na wysokości 97,9 m n.p.m.

## Ruch pasażerski
Należy do linii Østfoldbanen. Jest elementem - kolei aglomeracyjnej w Oslo - w systemie SKM ma numer 500. Obsługuje lokalny ruch między Oslo Sentralstasjon i Ski. Pociągi odjeżdżają co pół godziny; część pociągów w godzinach poza szczytem nie zatrzymuje się na wszystkich stacjach. 

## Obsługa pasażerów
Wiata, automat biletowy, parking na 61 miejsc, parking rowerowy, kiosk. Odprawa podróżnych odbywa się w pociągu.